# Sigo Lehming
Sigo Lehming (* 6. November 1927 in Berlin; † 12. Mai 2021 in Pinneberg) war ein lutherischer Theologe und evangelischer Militärbischof.

## Werdegang
Lehming bestand nach zweijährigem Kriegsdienst als Luftwaffenhelfer und Soldat bei der Wehrmacht, u. a. bei der Infanterie-Division Scharnhorst, sowie amerikanischer Kriegsgefangenschaft im Sommer 1946 in Kiel das Abitur. An der Universität Kiel absolvierte er das Studium der evangelischen Theologie, das er 1954 mit der Promotion zum Dr. theol. abschloss. 1956 wurde er ordiniert.
Von 1956 bis 1958 wirkte er als Studieninspektor am Predigerseminar Preetz und übernahm von 1958 bis 1966 die Pfarrstelle von Quickborn in Schleswig-Holstein.
Ab 1. Januar 1967 leitete Lehming als Propst den Kirchenkreis Pinneberg. Er war Mitglied der schleswig-holsteinischen Landessynode sowie Mitglied der Generalsynode und stellvertretendes Mitglied der Kirchenleitung der Vereinigten Evangelisch-Lutherischen Kirche Deutschlands (VELKD). 1972 folgte er Hermann Kunst als evangelischer Militärbischof der Bundeswehr nach und hatte das Amt bis 1985 inne.

## Ehrungen
- 1983: Großes Verdienstkreuz der Bundesrepublik Deutschland

## Publikationen
- Massa und Meriba (1961)
- Erwägungen zur Zelttradition (1964)
- Zur Wahrheit mündig (1965)
- So wie ein Mann mit seinem Freunde spricht (1979)
- Begleitbuch zum evangelischen Gesang- und Gebetbuch für Soldaten, Hg. u. Vorwort von Sigo Lehmig (1979)
- Erwägungen zu Amos (1985)

## Einzelbelege
1. ↑  Früherer Militärbischof Sigo Lehming gestorben. In: evangelisch.de. 12. Mai 2021, abgerufen am 12. Mai 2021.

| Personendaten    | Personendaten                            |
| ---------------- | ---------------------------------------- |
| NAME             | Lehming, Sigo                            |
| KURZBESCHREIBUNG | lutherischer Theologe und Militärbischof |
| GEBURTSDATUM     | 6. November 1927                         |
| GEBURTSORT       | Berlin                                   |
| STERBEDATUM      | 12. Mai 2021                             |
| STERBEORT        | Pinneberg                                |